# Benelli Armi
Benelli Armi S.p.A – włoskie przedsiębiorstwo produkujące broń strzelecką. Od 1999 roku wchodzi w skład holdingu Beretta.

## Historia
Przedsiębiorstwo Benelli powstało na początku XX wieku w Urbino. Jego założycielami byli Filippo i Giovanni Benelli.
Pierwotnie przedsiębiorstwo produkowało pojazdy jednośladowe (głównie motorowery), maszyny i narzędzia. W 1920 roku zaczęło produkować na niewielką skalę broń myśliwską.
W 1967 roku zarząd przedsiębiorstwa postanowił skoncentrować produkcję na broni strzeleckiej. W związku z tym jego firmę zmieniono na Benelli Armi. W tym okresie przedsiębiorstwo Benelli produkowało broń myśliwską i pistolety. W 1975 roku Benelli uruchomił filię swojej fabryki w hiszpańskim mieście Vitoria.
W 1983 roku duży pakiet akcji przedsiębiorstwa Benelli Armi kupiła spółka Fabbrica d’Armi Pietro Beretta S.p.A. W 1999 przedsiębiorstwo Benelli Armi zostało włączone w skład holdingu Beretta.
Obecnie Benelli Armi produkuje broń śrutową (bojową i myśliwską), sztucery samopowtarzalne i pistolety pneumatyczne.

## Modele produkowanych broni – strzelby
- Super Black Eagle I
- Super Black Eagle II
- M1
- M2
- M2 Field
- M3
- M4 Super 90
- Benelli Nova
- Benelli Montefeltro

## Pistolety sportowe
- Benelli MP90S cal. 22
- Benelli MP90S cal. 32

- Benelli MP95E cal. 22
- Benelli MP95E cal. 32

## Pistolet
- Benelli B76

## Pistolety pneumatyczne – wiatrówki
- Benelli Kite
- Benelli Kite Young